# Borgmestre i Reykjavík
Reykjavíks borgmester bliver valgt af kommunalbestyrelsen for Reykjavíks Kommune for en fireårsperiode. Borgmester siden 2025 er Heiða Björg Hilmisdóttir.
Traditionelt har den islandske hovedstad haft en borgmester fra det konservative Selvstændighedspartiet, men i 1994 slog alle de øvrige partier i byen sig sammen og etablerede fælleslisten Reykjavíklisten, der formåede at skabe flertal for en anden politisk ledelse af byen. 
Ingibjörg Sólrún Gísladóttir var listens kandidat til borgmesterhvervet i 1994, og hendes valgsejr var en stor sensation. Splittelsen blandt partiene på midten og venstresiden havde sikret Selvstændighedspartiet flertal i bystyret i 61 af de sidste 65 år. Undtagelsen var 1978–82, da venstresiden fik flertal, men uden at kunne enes om en fælles borgmesterkandidat.
Reykjavíklisten fik flertal i bystyret ved det tre efterfølgende valg i 1994, 1998 og 2002, og havde borgmesterposten indtil alliancen mellem partierne gik i opløsning, og fælleslisten blev nedlagt i efteråret 2005. Ved kommunalvalget i Reykjavík 2006 var Selvstændighedspartiet tilbage som byens største parti. Ved valgene i 2010 tabte partiet imidlertid stort til Det Bedste Parti, hvis leder komikeren Jón Gnarr ved hjælp af støtte fra Alliancen sikrede sig borgmesterposten efter et protestvalg mod bankkrisen, der hærgede landet, samt korruption i bystyret.

## Liste over byens borgmestre
| Borgmester                   | Tiltrædelse | Fratrædelse | Parti                                               |
| Páll Einarsson               | 1908        | 1914        | Partiløs                                            |
| Knud Zimsen                  | 1914        | 1932        | Partiløs                                            |
| Jón Þorláksson               | 1932        | 1935        | Selvstændighedspartiet                              |
| Pétur Halldórsson            | 1935        | 1940        | Selvstændighedspartiet                              |
| Bjarni Benediktsson          | 1940        | 1947        | Selvstændighedspartiet                              |
| Gunnar Thoroddsen            | 1947        | 1959        | Selvstændighedspartiet                              |
| Auður Auðuns                 | 1959        | 1960        | Selvstændighedspartiet (delt med Geir Hallgrímsson) |
| Geir Hallgrímsson            | 1959        | 1972        | Selvstændighedspartiet                              |
| Birgir Ísleifur Gunnarsson   | 1972        | 1978        | Selvstændighedspartiet                              |
| Egill Skúli Ingibergsson     | 1978        | 1982        | Partiløs                                            |
| Davíð Oddsson                | 1982        | 1991        | Selvstændighedspartiet                              |
| Markús Örn Antonsson         | 1991        | 1994        | Selvstændighedspartiet                              |
| Árni Sigfússon               | 1994        |             | Selvstændighedspartiet                              |
| Ingibjörg Sólrún Gísladóttir | 1994        | 2003        | Reykjavíklisten                                     |
| Þórólfur Árnason             | 2003        | 2004        | Partiløs                                            |
| Steinunn Valdís Óskarsdóttir | 2004        | 2006        | Reykjavíklisten                                     |
| Vilhjálmur Þ. Vilhjálmsson   | 2006        | 2007        | Selvstændighedspartiet                              |
| Dagur B. Eggertsson          | 2007        | 2008        | Alliancen                                           |
| Ólafur F. Magnússon          | 2008        | 2008        | Det Liberale Parti                                  |
| Hanna Birna Kristjánsdóttir  | 2008        | 2010        | Selvstændighedspartiet                              |
| Jón Gnarr                    | 2010        | 2014        | Det Bedste Parti                                    |
| Dagur B. Eggertsson          | 2014        | 2024        | Alliancen                                           |
| Einar Þorsteinsson           | 2024        | 2025        | Fremskridtspartiet                                  |
| Heiða Björg Hilmisdóttir     | 2025        |             | Alliancen                                           |